# Platinum Grit
Platinum Grit ist ein australischer Comic von Trudy Cooper und Danny Murphy. Trudy Cooper wurde für ihr Werk 2006 mit dem „Ledger Award for Writer“ ausgezeichnet.

## Veröffentlichung
1994 wurde der Comic in einer selbst aufgelegten, kleineren Auflage erstmals veröffentlicht. Bis 1998 erschienen 10 Bände. In den späten 1990er Jahren musste Trudy Cooper längere Zeit krankheitsbedingt aussetzen, weswegen keine weiteren Ausgaben mehr erschienen. Seit 2003 werden die einzelnen Episoden direkt auf der offiziellen Homepage als free-shockwave-Webcomic zum Lesen angeboten. Daneben sind die Kapitel als Printausgabe erhältlich. Bisher sind 20 Kapitel erschienen.

## Charaktere
Jeremy Lachlan MacConnor: Ein begnadeter Physiker und Wissenschaftler mit einigen Problemen im Umgang mit dem anderen Geschlecht. Er stammt aus einer alten schottischen Familie und ist Besitzer des MacConnor Castle. Er ist an seinem Französischen Fremdenlegions-Hut zu erkennen und besitzt ein Hausschwein namens Arthur.
Nilson Maria Theresa „Nils“ Kerr: Jeremys ständige Begleiterin, die ihn gnadenlos triezt und bisweilen sein Leben in Gefahr bringt. Sie ist an ihrem platinblonden Haar zu erkennen, das der Serie ihren Namen gibt. Ihr Charakter ist dem Jeremys genau entgegengesetzt. So ist sie extravertiert, laut und von eher schlichtem Gemüt. Sie ist ausschließlich knapp bekleidet und hat kurzfristige, auf sexueller Basis basierende Liebschaften. Trotz ihrer Hassliebe ist immer wieder zu erkennen, wie sehr sich die beiden mögen.
Kate Provoczki: Hochintelligente Ex-Mitbewohnerin von Nils. Sie ist eher die pragmatische Persönlichkeit in der Gruppe. Sie trägt kurzes, schwarzes Haar und arbeitet als Journalistin, weil sie gerne über Menschen tratscht. Sie ist starke Raucherin. Im Laufe der Serie verliebt sie sich zunehmend in Jeremy.